# Sara Rue

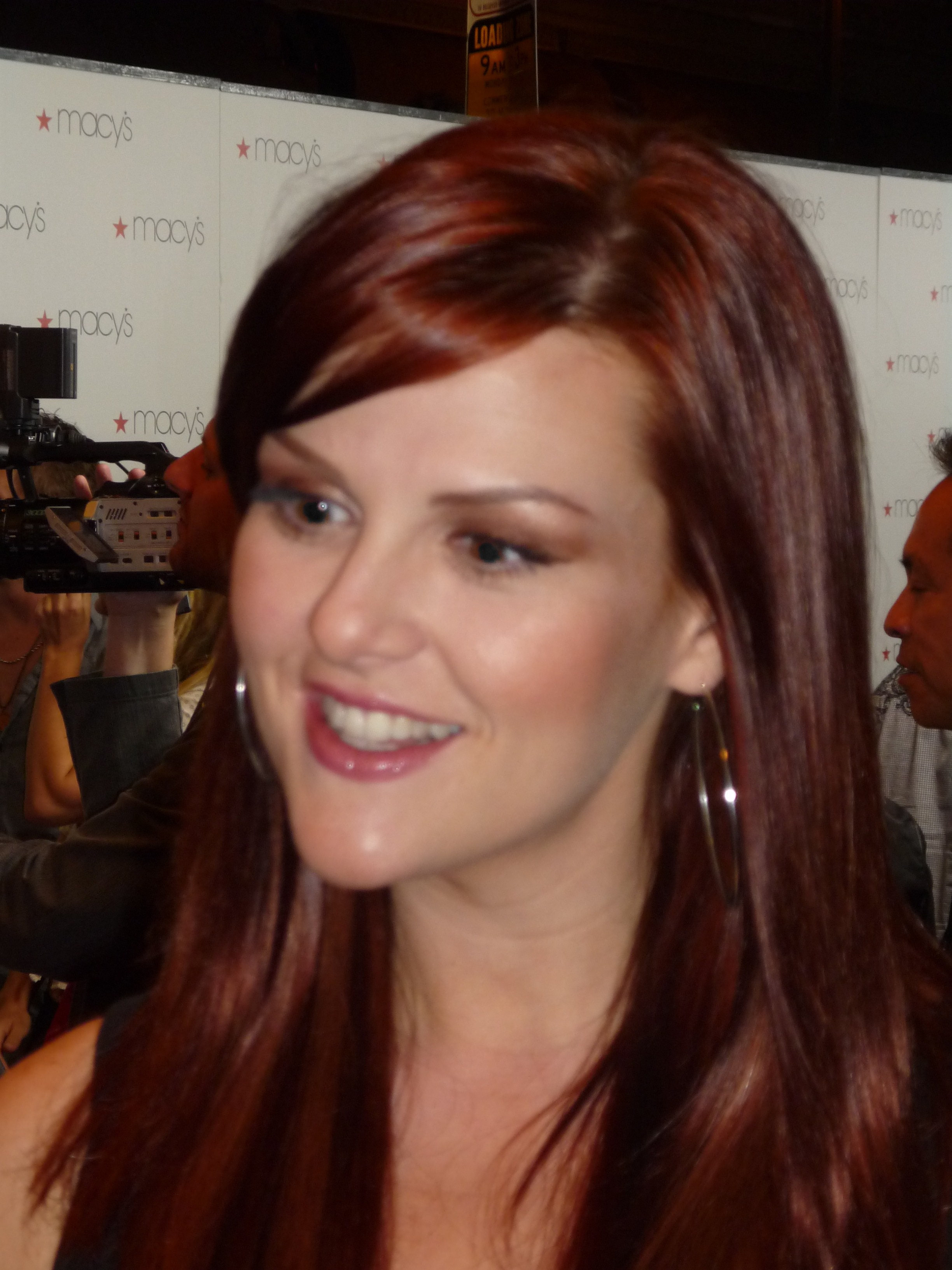
Sara Rue (2010)

Sara Rue (* 26. Januar 1979 in New York City als Sara Schlackman) ist eine US-amerikanische Schauspielerin.

## Leben und Karriere
Sara Rue wurde 1979 als Sara Schlackman geboren. Sie ist die Tochter der Schauspielerin Joan Schlackman (geb. Rue) und des Bühnenmanagers Marc Schlackman. Als Künstlernamen benutzt sie den Geburtsnamen ihrer Mutter.
Im Jahr 2001 heiratete sie den Produzenten Mischa Livingstone. 2007 ließ sich das Paar scheiden. Seit Mai 2011 ist sie mit Kevin Price verheiratet, mit dem sie eine leibliche und eine adoptierte Tochter hat.
Im Laufe ihrer Karriere spielte Rue vorwiegend kleine Rollen in großen Produktionen. So wirkte sie zum Beispiel im Blockbuster Pearl Harbor als Krankenschwester Marta mit. Außerdem hatte sie Auftritte in beliebten Sitcoms wie Roseanne, in der sie die Hauptfigur Roseanne in jüngerem Alter verkörperte, sowie in Two and a Half Men, wo sie in zwei Folgen die Tochter der Haushälterin Berta spielte. In The Big Bang Theory hatte sie zudem einen kurzen Auftritt als Leonards Freundin, der Assistenzärztin Dr. Stephanie Barnett. Ihre durchgängigste Serienrolle war bisher die der Sekretärin Claude Casey in Office Girl.

## Filmografie (Auswahl)
- 1988: Rocket Gibraltar
- 1990: Grand (Fernsehserie, 26 Folgen)
- 1992: Ein verrückter Leichenschmaus (Passed Away)
- 1992: Roseanne (Fernsehserie, eine Folge)
- 1993–1994: Phenom – Das Tenniswunder (Phenom, Fernsehserie, 14 Folgen)
- 1995: Blossom (Fernsehserie, eine Folge)
- 1995: Hilfe, meine Familie spinnt (Family Reunions: A Relative Nightmare, Fernsehfilm)
- 1995–1996: Fast perfekt (Minor Adjustments, Fernsehserie, 20 Folgen)
- 1996: Emergency Room – Die Notaufnahme (ER, Fernsehserie, eine Folge)
- 1996: Verführung einer Minderjährigen (For My Daughter’s Honor, Fernsehfilm)
- 1996: Pearl (Fernsehserie, eine Folge)
- 1997: Happily Ever After: Fairy Tales for Every Child (Fernsehserie, eine Folge)
- 1997: Ned & Stacey (Ned and Stacey, Fernsehserie, eine Folge)
- 1998: Ich kann’s kaum erwarten! (Can’t Hardly Wait)
- 1998: Chicago Hope – Endstation Hoffnung (Chicago Hope, Fernsehserie, eine Folge)
- 1998: Nowhere to Go
- 1998: The Simple Life (Fernsehserie, drei Folgen)
- 1999: Unschuldig verfolgt (A Map of the World)
- 1999: A Slipping-Down Life
- 1999: Zoe, Duncan, Jack and Jane (Fernsehserie, drei Folgen)
- 1999–2001: Popular (Fernsehserie, 43 Folgen)
- 2000: Will & Grace (Fernsehserie, eine Folge)
- 2001: Gypsy 83
- 2001: Pearl Harbor
- 2002: Ring
- 2002–2003: Lady Cops – Knallhart weiblich (The Division, Fernsehserie, drei Folgen)
- 2002–2006: Office Girl (Fernsehserie, 81 Folgen)
- 2003: MADtv (Fernsehserie, eine Folge)
- 2003: The Second Chance – Wie du mir, so ich dir (This Time Around, Fernsehfilm)
- 2005: Barbara Jean (Kurzfilm)
- 2006: Danny Roane: First Time Director
- 2006: Idiocracy
- 2006: Play Nice (Fernsehfilm)
- 2006–2007: Two and a Half Men (Fernsehserie, zwei Folgen)
- 2008: Man Maid
- 2008: Nightmare – Der Tod wartet auf dich (Nightmare at the End of the Hall, Fernsehfilm)
- 2008: The Big Bang Theory (Fernsehserie, drei Folgen)
- 2009: Leverage (Fernsehserie, eine Folge)
- 2009: Not Since You
- 2009–2010: Eastwick (Fernsehserie, 13 Folgen)
- 2010: For Christ’s Sake
- 2010: Private Practice (Fernsehserie, eine Folge)
- 2010–2013: Rules of Engagement (Fernsehserie, 12 Folgen)
- 2011: Mein Freund aus der Zukunft (My Future Boyfriend, Fernsehfilm)
- 2011: L.A. Love Story – Verliebt in Los Angeles (Dorfman in Love)
- 2012: Psych (Fernsehserie, eine Folge)
- 2012–2013: Malibu Country (Fernsehserie, 17 Folgen)
- 2014–2016: Mom (Fernsehserie, 8 Folgen)
- 2015–2017: Bones – Die Knochenjägerin (Bones, Fernsehserie, 7 Folgen)
- 2015–2016: Impastor (Fernsehserie, 20 Folgen)
- 2017–2020: American Housewife (Fernsehserie, 6 Folgen)
- 2018: Eine Reihe betrüblicher Ereignisse (A Series of Unfortunate Events, Fernsehserie, 7 Folgen)
- 2018–2019, 2022, 2024: The Rookie (Fernsehserie, 6 Folgen)
- 2020: American Pie präsentiert: Jetzt haben die Mädchen das Sagen  (American Pie Presents: Girls’ Rules)
- 2020–2022: B Positive (Fernsehserie)
- 2024: Ein Mädchen namens Lay Lay (That Girl Lay Lay, Fernsehserie, 1 Folge)